# Tannenberg (Adelsgeschlecht)

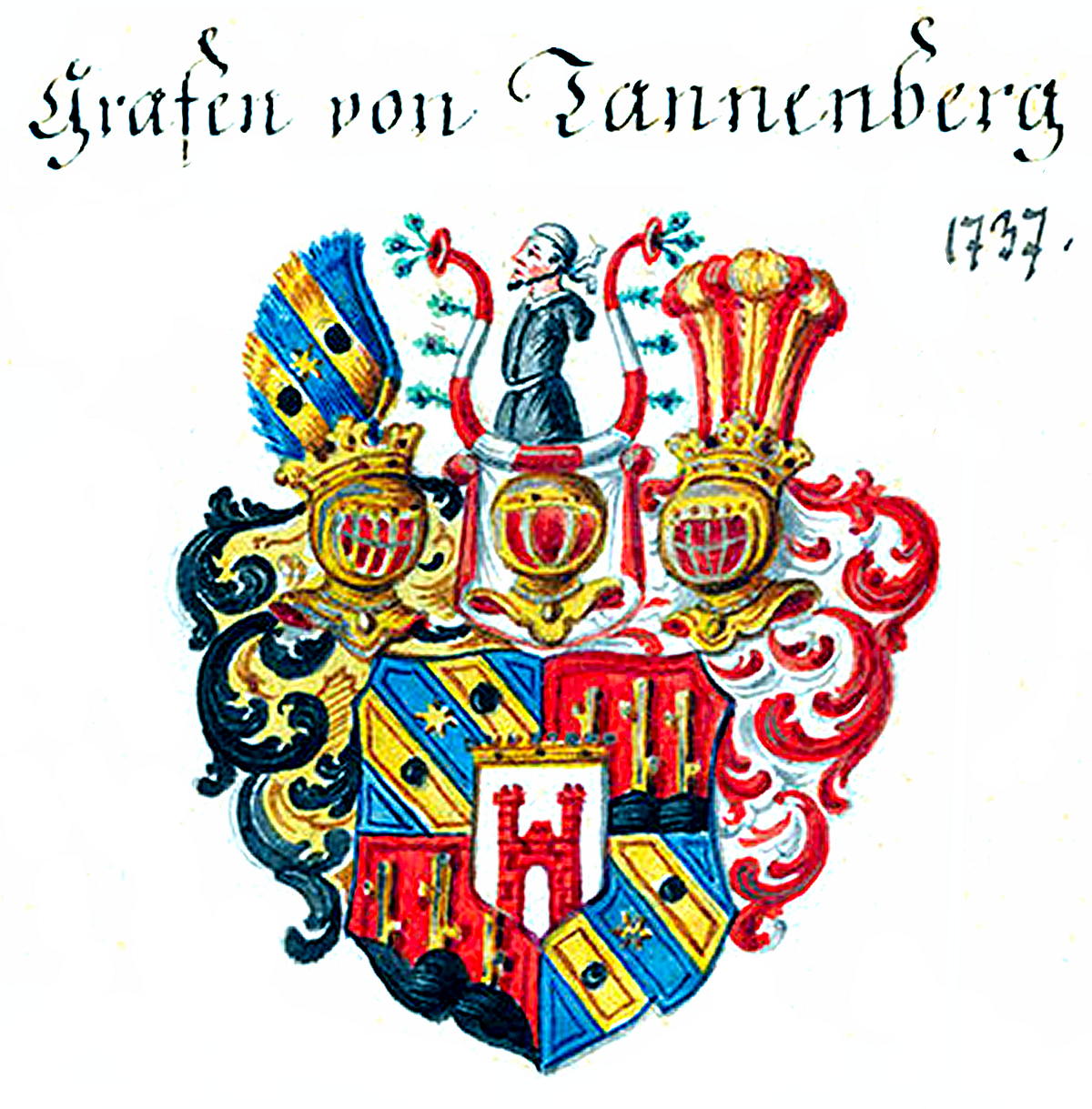
Gemehrtes Wappen der Grafen von Tannenberg

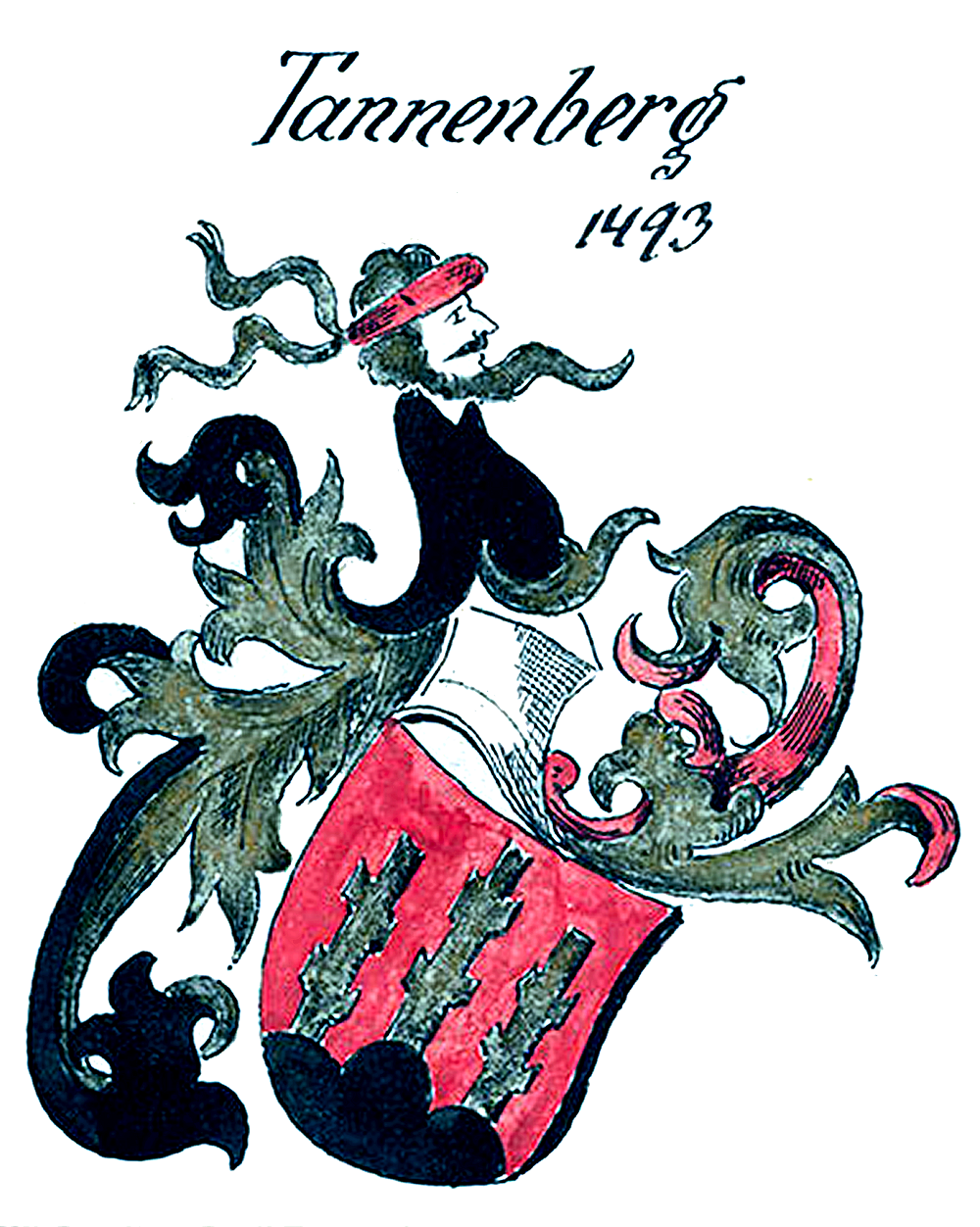
Stammwappen derer von Tannenberg (1493)

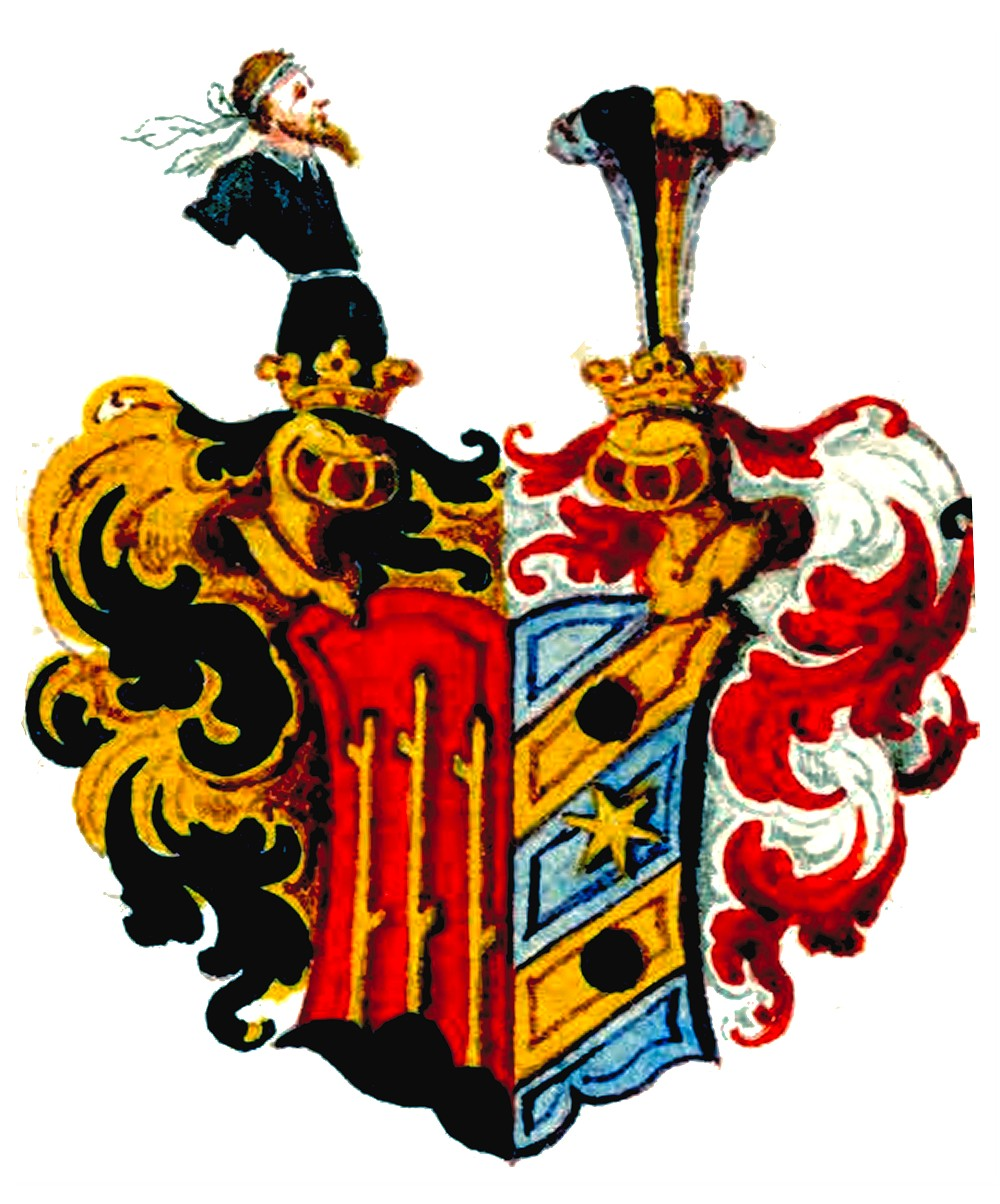
Wappen der Grafen von Tannenberg (1737)

Die Grafen von Tannenberg, Freiherren von Rottenburg, Herren von Campan, Liebenaich, Grienberg, Schönwert und Tratzberg waren ein tirolisches Adelsgeschlecht, welches 1846 im Mannesstamm erloschen ist. 

## Geschichte
Der Name des alten Schwazer Gewerken-Geschlechts lautete ursprünglich Tan(n)auer. Die Familie war durch den Tiroler Bergbau zu Wohlstand und Einfluss gekommen. Der Landrichter der Herrschaft Freundsberg Friedrich Tannauer erhielt 1433 von Kaiser Sigmund einen Wappenbrief, welcher Kaiser Maximilian I. 1493 den Brüdern Andree, Martin und Simon „den Tannaueren“ bestätigte. Der Gewerke und Schmelzherr Georg Tannauer wurde am 19. März 1685 in Wien von Kaiser Leopold I. in einem Adelsdiplom der erbländische und Reichsritterstand sowie das Prädikat „von Tannenberg“ verliehen. Darauf erhob Kaiser Leopold I. am 14. Juli 1692 in Wien Georg Tannauer von Tannenberg in den Freiherrenstand. 1704 wurde die Familie tirolischer Landstand. Von Tirol auch nach Oberösterreich gekommen, erfolgte 1729 die Eintragung in die dortige Landschaftsmatrikel.  
Der oberösterreichische Hofkammerrat Joseph Anton Ignaz Freiherr von Tannberg und seine verwitwete Mutter Elisabeth Helena geb. Freiin von Risenfels sowie dessen vier Schwestern Josepha, Maria Helena, Maria Anna und Maria Elisabeth von Tannenberg erlangten am 7. Juli 1737 den erblichen Reichsgrafenstand. Joseph Anton Ignaz Graf von Tannberg (* 1709; † 1791) heiratete 1738 Maria Anna Leopoldine Josepha Theresia Gräfin von Starhemberg (* 1716; † 1781) deren Allianzwappen über dem Eingang der Heiliggrabkapelle von Burg Freundsberg abgebildet ist. Der Sohn aus dieser Ehe war der Gelehrte und Humanist Ignaz Graf von Tannenberg (* 1743; † 1810), welcher die juristische Doktorwürde erlangte und in Schwaz ein Armeninstitut plante sowie ein Krankenhaus erbauen ließ. 1804 erhielt er das Erbland-Jägermeister-Amt. Das Palais der Familie wurde am 15. Mai 1809 durch einen Brand, welcher weite Teile von Schwaz einäscherte, zerstört. Mit seinem Sohn, dem k. k. Geheimrat und Kämmerer Alois Graf von Tannenberg (* 1771; † 1846), ist die Familie im Mannesstamm und am 24. Mai 1874 auch im weiblichen Stamm völlig erloschen.

## Wappen

### Wappen der Grafen von Tannenberg (1737)
Blasonierung: Von Rot und Blau gespalten. Vorne auf schwarzem Dreiberg drei oben abgehauene goldene Tannenstämme, jeder an den Seiten mit zwei gestümmelten kurzen Astenden, hinten zwei schräglinke goldene Balken, jeder mit einer schwarzen Kugel belegt und in der Mitte zwischen den Balken ein goldener Stern. Zwei gekrönte Helme: I. mit schwarz-goldenen Helmdecken ein bärtiger Mann ohne Arme mit schwarzer Kleidung, silberner Kopfbinde und silbernem Gürtel wachsend; II. mit rot-silbernen Helmdecken vier (blau, schwarz, golden, blau) Straußenfedern.

### Vermehrtes Wappen der Grafen von Tannenberg
„Quadrierter Schild mit Herzschild. Herzschild. In Silber eine rote Burg mit zwei Zinnentürmen (Rottenburg). 1 und 4: in Blau zwei schrägrechte goldene Balken, jeder mit einer schwarzen Kugel belegt und in der Mitte zwischen den Balken ein goldener Stern (Tratzberg); 2 und 3: in Rot auf einem schwarzen Dreiberg drei oben abgehauene goldene Tannenstämme, jeder an den Seiten mit zwei gestümmelten kurzen Astenden.“

## Genealogie
1. Georg Freiherr Tannauer von Tannenberg, ⚭ Katharina Kirchner 
  1. Johann Joseph Ignaz Freiherr Tannauer von Tannenberg (* 1669; † 1721), ⚭ um 1700 Elisabeth Helena Freiin von Rissenfels 
    1. Joseph Anton Ignaz Graf von Tannenberg (* 1709; † 1791), ⚭ 1738 Maria Anna Leopoldine Josepha Gräfin von Starhemberg
      1. Ignaz Maria Joseph Graf von Tannenberg Freiherr von Tratzberg (* 1743; † 1810), ⚭ 1.) 1765 Theresia Gräfin von Sarnthein, ⚭ 2.) Viktoria Freiin Taxis-Bordogna
        1. Josepha Gräfin von Tannenberg (* 1770)
        2. Alois Graf von Tannenberg (* 1771; † 1846), ⚭ Kreszentia Freiin von Taxis-Bordogna
        3. Viktoria Gräfin von Tannenberg (* 1791)
        4. Rudolph Graf von Tannenberg (* 1795; † 1846)
        5. Kreszentia Gräfin von Tannenberg (* 1796)
        6. Ottilie Gräfin von Tannenberg (1801–1874), ⚭ 1831 Franz Graf von Enzenberg

    2. Josepha Gräfin von Tannenberg
    3. Maria Helena Gräfin von Tannenberg
    4. Maria Anna Gräfin von Tannenberg
    5. Maria Elisabeth Gräfin von Tannenberg